# 雷农
雷农（義大利語：Renon），是意大利波尔扎诺自治省的一个市镇。总面积111平方公里，人口7507人，人口密度67.6人/平方公里（2009年）。ISTAT代码为021072。